# Dänische Badmintonmeisterschaft 1985
Die Dänische Badmintonmeisterschaft 1985 fand in Karlslunde statt. Es war die 55. Austragung der nationalen Titelkämpfe im Badminton in Dänemark.

## Titelträger
| Disziplin    | Sieger                                                          |
| ------------ | --------------------------------------------------------------- |
| Herreneinzel | Torben Carlsen, Triton Aalborg                                  |
| Dameneinzel  | Lisbet Stuer-Lauridsen, Gentofte BK                             |
| Herrendoppel | Michael Kjeldsen, Gentofte BK Mark Christiansen, Triton Aalborg |
| Damendoppel  | Nettie Nielsen, Hvidovre BC Dorte Kjær, Greve Strands BK        |
| Mixed        | Steen Fladberg, Køge BK Gitte Paulsen, Triton Aalborg           |